# یاسوکو کوبایاشی (نویسنده)
یاسوکو کوبایاشی (به ژاپنی: 小林 惠子 こばやし やすこ) (تولد ۱۹۳۶ میلادی)، نویسنده و محقق تاریخ ژاپن باستان. عضو انجمن شرقی ژاپن است. پیشینه کاری او نامشخص است. او حدود ۲۰ کتاب منتشر کرده است و نگاهی بدیع به تاریخ دارد.
یکی از کتاب‌های او پادشاهان باستانی وا که از دریا عبور کردند نام دارد. در نقد این اثر آمده است که او در کار خود بدعت‌گذارهای بزرگ انجام می‌دهد.